# Pintor de Londres E 418
Pintor de Londres E 488 es el nombre convenido de un pintor griego de vasos áticos de figuras rojas, activo alrededor del 430 a. C.
El pintor de Londres E 488, un manierista ático tardío,  llamado así por el historiador de arte británico John Beazley, que bautizó su crátera de columnas de figuras rojas decorada a mano de Londres,  pintada en ambos lados con escenas casi idénticas de procesiones rituales festivas de "comos". Solo se ha atribuido otro vaso a este pintor, una crátera de columnas de figuras rojas napolitana (Museo Arqueológico Nacional de Nápoles 116116) con una representación de simposios en ambos lados del vaso (la representación en este vaso tiene un equivalente en la obra del Pintor del Duomo).